# Qalawun

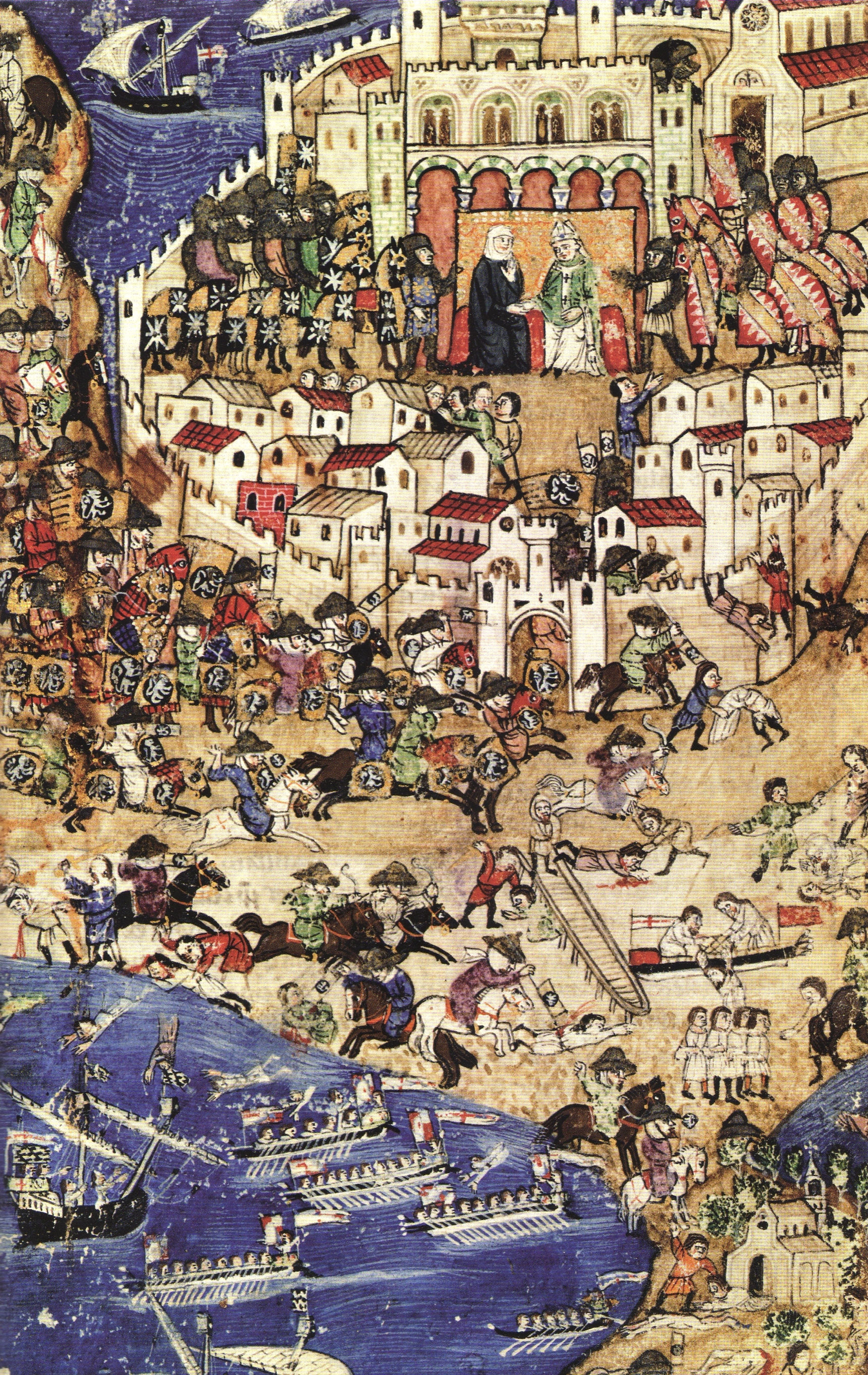
Eroberung von Tripolis 1289 Gemälde aus dem 13./14. Jhd.

Qalawun (arabisch قلاوون Qalāwūn; * 1222; † 11. November 1290), vollständiger Name al-Mansur Saif ad-Din Qalawun al-Alfi / المنصور سيف الدين قلاوون الألفي الصالحي / al-Manṣūr Saif ad-Dīn Qalāwūn al-Alfī aṣ-Ṣāliḥī, auch Qala'un, war Sultan der Mamluken in Ägypten von 1279 bis 1290 und Begründer der Bahri-Dynastie.
Saif ad-Din Qalawun Alfi diente schon unter Sultan Ayyub as-Salih (1240–1249) und zeichnete sich während der Feldzüge unter Baibars (1260–1277) aus. 1279 stürzte Qalawun aber dessen Sohn Berke Qan (1277–1279) und übernahm nach einem kurzen Interregnum Solamischs die Herrschaft in Ägypten.
Zunächst musste er einen Aufstand in Syrien unter dem Statthalter Sunkur niederschlagen. Darüber hinaus dauerten die Auseinandersetzungen mit den Ilchanen von Persien an. Diese konnten aber 1281 bei Homs in Syrien schwer geschlagen werden.
Gegenüber den Kreuzfahrern in Palästina und Syrien wurde nunmehr eine kompromisslose Politik der Vertreibung betrieben, um den Il-Chanen in Syrien potentielle Verbündete zu entziehen. Noch unter Qalawun wurde Tripolis (1289) und mehrere wichtige Festungen erobert.
Auch nach Süden hin begann eine Ausdehnung des Reiches, als das christliche Königreich in Nubien unterworfen wurde und dieses Tribute an die Mamluken entrichten musste. Zur Führung der Feldzüge wurden unter Qalawun zunehmend kaukasische Mamluken (Tscherkessen, Adygen) eingestellt. Diese sollten innerhalb der Oberschicht bald eine einflussreiche Gruppe darstellen, die als Burdschiya-Mamluken die Macht in Ägypten erringen konnte (1382–1517).
Neben seinen Feldzügen bemühte sich Qalawun auch um die Belebung des Handels mit Europa, indem er Handelsverträge mit Frankreich, Kastilien, Sizilien und Genua abschloss. Der wirtschaftliche Wohlstand des Reiches ermöglichte auch eine umfangreiche Bautätigkeit. So wurden mehrere Stiftungen für die Errichtung von Krankenhäusern gegründet. Außerdem ließ er sich ein großes Grabmausoleum errichten, an das auch ein Hospital und eine Madrasa angeschlossen waren.
Qalawun starb am 11. November 1290. Nachfolger wurde sein Sohn Chalil unter dem Thronnamen al-Malik al-Aschraf Chalil (1290–1293).